# Пайн-Крік Тауншип (округ Клінтон, Пенсільванія)
Пайн-Крік Тауншип (англ. Pine Creek Township) — селище (англ. township) в США, в окрузі Клінтон штату Пенсільванія. Населення — 3416 осіб (2020).

## Демографія
Згідно з переписом 2010 року, у селищі мешкало 3215 осіб у 1369 домогосподарствах у складі 954 родин. Було 1464 помешкання
Расовий склад населення:
| - 98,5 % — білих - 0,6 % — азіатів - 0,2 % — вихідців з тихоокеанських островів - 0,2 % — чорних або афроамериканців - 0,1 % — корінних американців |

До двох чи більше рас належало 0,4 %. Частка іспаномовних становила 0,1 % від усіх жителів.
За віковим діапазоном населення розподілялося таким чином: 19,8 % — особи молодші 18 років, 60,8 % — особи у віці 18—64 років, 19,4 % — особи у віці 65 років та старші. Медіана віку мешканця становила 47,1 року. На 100 осіб жіночої статі у селищі припадало 99,2 чоловіків;  на 100 жінок у віці від 18 років та старших — 93,6 чоловіків також старших 18 років.
Середній дохід на одне домашнє господарство  становив 64 425 доларів США (медіана — 58 573), а середній дохід на одну сім'ю — 70 512 долари (медіана — 68 137). За межею бідності перебувало 1,7 % осіб, у тому числі 3,2 % дітей у віці до 18 років та 3,3 % осіб у віці 65 років та старших.
Цивільне працевлаштоване населення становило 1459 осіб. Основні галузі зайнятості: освіта, охорона здоров'я та соціальна допомога — 19,5 %, виробництво — 17,5 %, мистецтво, розваги та відпочинок — 11,7 %, транспорт — 10,7 %.